# Resolutie 940 Veiligheidsraad Verenigde Naties
Resolutie 940 van de Veiligheidsraad van de Verenigde Naties werd op 31 juli 1994 aangenomen. Dit gebeurde met twaalf stemmen voor, twee onthoudingen en in afwezigheid van Rwanda. De resolutie verlengde de UNMIH-vredesmacht in Haïti met een half jaar.

## Standpunten
De meeste Latijns-Amerikaanse landen waren gekant tegen deze resolutie. Naar hun idee stonden de vrede en veiligheid in de regio niet op het spel door de crisis. De Veiligheidsraad ging dus volgens deze landen buiten de macht om die hem in het Handvest van de Verenigde Naties was toebedeeld. China en Brazilië zaten in de Raad en waren tegen, maar kozen uiteindelijk, onder Amerikaanse druk, toch voor een onthouding. Daarmee werd voor het eerst ingestemd met een invasie om een democratie te herstellen.

## Achtergrond
Na decennia onder dictatoriaal bewind won Jean-Bertrand Aristide in december 1990 de verkiezingen in Haïti. In september 1991 werd hij met een staatsgreep verdreven. Nieuwe verkiezingen werden door de internationale gemeenschap afgeblokt waarna het land in de chaos verzonk. Na Amerikaanse bemiddeling werd Aristide in 1994 in functie hersteld.

## Inhoud

### Waarnemingen
De Veiligheidsraad veroordeelde het illegale (militaire) regime van Haïti omdat het nog steeds de gesloten akkoorden negeerde en weigerde mee te werken met de VN en de OAS. De achteruitgaande humanitaire situatie en de uitzetting van hulppersoneel noopten tot grote bezorgdheid. De internationale gemeenschap wilde de democratie in Haïti herstellen en de verkozen president Jean-Bertrand Aristide terug in het zadel helpen.

### Handelingen
De Veiligheidsraad onderkende dat de unieke situatie in Haïti om een uitzonderlijke reactie vroeg. De Raad stemde ermee in dat de lidstaten een multinationale macht vormden onder een gezamenlijk bevel om de militaire leiders in Haïti af te zetten, de verkozenen te laten terugkeren en een veilige en stabiele omgeving te creëren waarin het (vredes)akkoord kon worden uitgevoerd. Er werd ook een voorhoede van UNMIH van niet meer dan zestig man gestuurd om die macht te coördineren en waar te nemen. Secretaris-generaal Boutros Boutros-Ghali moest hier binnen de dertig dagen over rapporteren. Als een veilige stabiele omgeving was opgezet zou UNMIH de taken van de multinationale macht overnemen. Ook werd UNMIH's mandaat met zes maanden verlengd. UNMIH werd verder uitgebreid tot 6000 troepen en er werd vastgelegd dat de missie tegen februari 1996 moest worden afgerond. Ten slotte bevestigde de Raad dat de sancties die tegen Haïti waren ingesteld, weer zouden worden opgeheven zodra president Aristide was teruggekeerd.

## Verwante resoluties
- Resolutie 917 Veiligheidsraad Verenigde Naties
- Resolutie 933 Veiligheidsraad Verenigde Naties
- Resolutie 944 Veiligheidsraad Verenigde Naties
- Resolutie 948 Veiligheidsraad Verenigde Naties

Lijst ·  893 ·  894 ·  895 ·  896 ·  897 ·  898 ·  899 ·  900 ·  901 ·  902 ·  903 ·  904 ·  905 ·  906 ·  907 ·  908 ·  909 ·  910 ·  911 ·  912 ·  913 ·  914 ·  915 ·  916 ·  917 ·  918 ·  919 ·  920 ·  921 ·  922 ·  923 ·  924 ·  925 ·  926 ·  927 ·  928 ·  929 ·  930 ·  931 ·  932 ·  933 ·  934 ·  935 ·  936 ·  937 ·  938 ·  939 ·  940 ·  941 ·  942 ·  943 ·  944 ·  945 ·  946 ·  947 ·  948 ·  949 ·  950 ·  951 ·  952 ·  953 ·  954 ·  955 ·  956 ·  957 ·  958 ·  959 ·  960 ·  961 ·  962 ·  963 ·  964 ·  965 ·  966 ·  967 ·  968 ·  969